# Королевский научно-исследовательский институт
В Новой Зеландии Королевские (коронные) научно-исследовательские институты (англ. Crown Research Institute, CRI) — это полуавтономные государственные (англ. Crown entity) корпоратизированные организации, которым поручено проведение научных исследований.
Королевские исследовательские институты появились в 1992 году, большинство из них были образованы из частей бывшего Департамента научных и промышленных исследований (DSIR) и элементов различных правительственных департаментов. Расформирование DSIR, а также навязанное правительством требование, чтобы королевские исследовательские институты стали «финансово жизнеспособными» и работали на коммерческих началах, вызвало определённое недовольство среди некоторых ученых.
Закон о королевских исследовательских институтах 1992 года определяет целью CRI проведение исследований. Каждый CRI должен делать это на благо Новой Зеландии, стремиться к совершенству во всём, что он делает, соблюдать этические нормы и признавать социальную ответственность, а также выступать хорошим работодателем. Техническое определение финансовой жизнеспособности время от времени меняется, но по состоянию на 2007 год в центре внимания находилась рентабельность капитала. Государство не ожидает от CRI максимизации прибыли, а ожидает покрытия затрат на капитал. Эта формула направлена на обеспечение надлежащей коммерческой дисциплины при выполнении научных работ.
Государство поручает CRI содействовать передаче и распространению результатов исследований, науки и технологий. Они делают это через стратегические, долгосрочные отношения с секторами реальной экономики (Закон о CRI устанавливает большинству Королевских научно-исследовательских институтов ориентацию на определённую отрасль экономики), для поддержки и развития существующих секторов, а также для руководства развитием новых секторов.

## Руководство и управление
По состоянию на 2009 год правительство Новой Зеландии — через двух министров кабинета (министра исследований, науки и технологий и министра финансов) — владеет всеми акциями каждого из восьми королевских научно-исследовательских институтов. Кабинет министров назначает Совет директоров для каждого CRI. Каждый совет, в состав которого должны входить специалисты в области бизнеса, «профессионалы» и учёные, действует в соответствии с Законом о компаниях, а также Законом о королевских научно-исследовательских институтах (1992) и другими соответствующими законами. Каждый Совет составляет ежегодный отчет и отчитывается перед Консультативным отделом по мониторингу компаний Короны (CCMAU) (часть Казначейства), который представляет интересы акционеров. Парламент также регулярно проверяет каждый CRI.
В повседневной жизни CRI работают как любая другая коммерческая компания, действуя в рамках своего стратегического заявления о намерениях (согласованного с акционерами), которое соответствует целям и принципам Закона о королевских научно-исследовательских институтах.
CRI сотрудничают между собой в рамках программы Science New Zealand, ранее это была Ассоциация королевских исследовательских институтов.

## Финансирование
NSOF (Фонд неспецифических результатов) обеспечивал королевские научно-исследовательские институты некоторыми независимыми потоками финансирования исследований с 1992 по 2005 годы. Фонд возможностей CRI (CF) заменил NSOF с 1 июля 2005 года. Он обеспечивает государственное финансирование для поддержания, укрепления и развития существующих или новых возможностей. В 2010 году правительство предоставило каждому королевскому научно-исследовательскому институту основное финансирование для достижения результатов на благо Новой Зеландии. Основное финансирование дает CRI большую финансовую определённость и составляет значительную часть общего объёма финансирования.

## Список Королевских научно-исследовательских институтов
Действующие Королевские научно-исследовательские институты:
- Новозеландский научно-исследовательский институт пасторального сельского хозяйства[англ.] (AgResearch)[3];
- Новозеландский институт исследований растений и продуктов питания[англ.] (The New Zealand Institute for Plant and Food Research Limited, работающий под брендом Plant & Food Research)[4]. Институт был образован 1 декабря 2008 года путём объединения Crop & Food Research и HortResearch[5];
- Институт экологических наук и исследований[англ.] (ESR)[6];
- Scion[англ.] (Новозеландский институт лесных исследований)[7][8];
- GNS Science, Институт геологических и ядерных наук[9];
- Landcare Research[англ.] (Исследования в области ухода за землёй);
- Национальный институт водных и атмосферных исследований[англ.] (NIWA).

Другой Королевский научно-исследовательский институт, Институт социальных исследований и развития, был упразднён в 1995 году после того, как не смог достичь финансовой жизнеспособности. Его не следует путать с одноимённым агентством ООН.
Компания Industrial Research Limited (IRL) была объединена в новую полуавтономную организацию (англ. Crown entity), Callaghan Innovation, 1 февраля 2013 года.